# Lincoln (Nebraska)
Lincoln è una città degli Stati Uniti d'America, capitale dello Stato del Nebraska e capoluogo della contea di Lancaster. Lincoln è la seconda città più grande del Nebraska, dopo Omaha.

## Storia
Lincoln sorse nel 1856 come villaggio di Lancaster e nel 1859 divenne il capoluogo dell'appena creata contea di Lancaster. La capitale del Territorio del Nebraska, che fin dalla creazione nel 1854 era stata Omaha, fu spostata al villaggio di Lancaster, perché la maggior parte della popolazione del territorio viveva a sud del fiume Platte e stava prendendo in considerazione l'idea di chiedere l'annessione al Kansas.
Quando Lancaster cambiò nome in onore del presidente Lincoln appena assassinato, Omaha si oppose allo spostamento della capitale, perché la maggioranza degli abitanti a sud del Platte avevano simpatizzato con la Confederazione e avrebbero potuto non gradire il cambio. Ciò non influì sulla decisione e la città di Lincoln divenne la nuova capitale dello Stato del Nebraska il giorno della sua ammissione all'Unione, il 1º marzo 1867.

## Amministrazione
La città di Lincoln è governata dal sindaco e da un consiglio cittadino di sette membri scelti con elezioni apartitiche. Quattro membri sono eletti dai distretti, gli altri tre sono eletti a suffragio universale. I dipartimenti cittadini della salute, del personale e della pianificazione sono agenzie gestite in comune fra città e contea; la maggior parte degli uffici della città e della contea di Lancaster si trovano in un unico edificio chiamato County/City Building.
Molte agenzie e uffici statali del Nebraska si trovano a Lincoln, così come diversi uffici del governo federale. La città rientra nelle competenze del distretto scolastico di Lincoln (Lincoln Public Schools district).

## Geografia fisica
Secondo l'Ufficio del censimento degli Stati Uniti d'America, la città ha una superficie totale di 195,2 km², dei quali 193,3 km² di territorio e 1,9 km² di acque interne (0,98% del totale).
Lincoln è una delle poche città maggiori del Nebraska che non siano situate lungo il fiume Platte o lungo il Missouri. La città fu costruita in origine vicino al torrente Salt Creek, tra le paludi salate della parte settentrionale della contea di Lancaster. Nel corso degli anni lo sviluppo urbano ha portato allo sviluppo del territorio circostante, costituito per lo più da dolci rilievi collinari. Negli ultimi anni la crescita urbana in direzione nord sta compromettendo l'habitat di un coleottero in via di estinzione, il Salt Creek tiger beetle (Cicindela nevadica lincolniana).

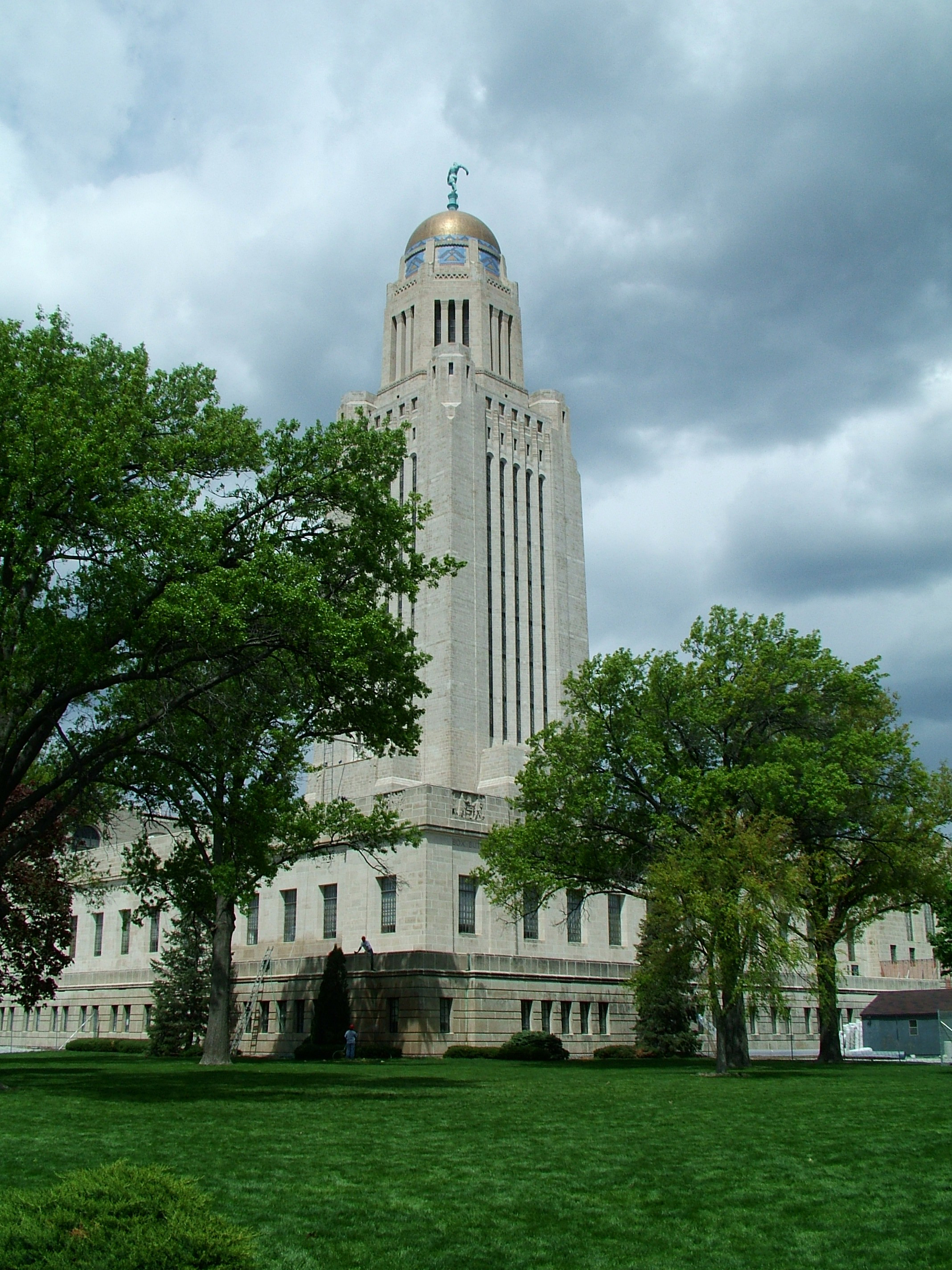
Nebraska State Capitol

## Geografia antropica

### Area metropolitana
L'area metropolitana di Lincoln comprende la contea di Lancaster e la contea di Seward, che fu aggiunta all'area metropolitana nel 2003. Lincoln ha una estensione molto limitata al di fuori dei confini della città e non ha sobborghi contigui (sebbene la città più grande che possa essere considerata un sobborgo di Lincoln sia Waverly). Questo è dovuto soprattutto al fatto che i terreni sui quali avrebbero potuto svilupparsi dei sobborghi, sono stati annessi alla città stessa di Lincoln.

## Economia
L'economia di Lincoln è quella di una città statunitense di media grandezza, vale a dire attività nei servizi. Sia il governo statale che la University of Nebraska-Lincoln danno un grosso contributo all'economia locale, ma ci sono anche altre importanti attività economiche a Lincoln, come le banche, la tecnologia informatica, le assicurazioni, i trasporti ferroviari e su gomma.

## Società

### Evoluzione demografica
Abitanti censiti

Al censimento del 2000 la composizione etnica della cittadinanza di Lincoln risultava così suddivisa: 89,25% bianchi, 3,09% neri, 0,68% nativi americani, 3,12% asiatici, 0,06% oceaniani, 1,81% di altra origine, 1,99% multirazziali, 3,61% ispanici.
Nel 2010 la popolazione cittadina è stata stimata in 258 379 persone e quella dell'area metropolitana in 278 201 persone.

## Monumenti e luoghi d'interesse
- Nebraska State Capitol: disegnato da Bertram Grosvenor Goodhue e costruito fra il 1922 e il 1932. Il Campidoglio è un grattacielo con una cupola d'oro alla sommità. La torre è coronata da una statua alta 6 metri di un agricoltore che semina il grano, su un piedistallo di spighe di grano e mais (dello scultore Lee Lawrie), che rappresenta il patrimonio agricolo dello Stato. Un regolamento locale vieta la costruzione di edifici che rivaleggino in altezza con il Campidoglio, in modo che rimanga un punto di riferimento visibile per tutta la zona. All'interno ci sono molti dipinti e murali che raffigurano i nativi americani e la storia e la cultura dei primi pionieri che colonizzarono il Nebraska.
- Alice Abel Arboretum
- American Historical Society of Germans from Russia Museum
- Lincoln Children's Museum
- Haymarket Park
- Hyde Observatory
- Ice Box
- James Arthur Vineyards and Winery
- Joshua C. Turner Arboretum
- Maxwell Arboretum
- National Museum of Roller Skating and the offices of USA Roller Sports
- Nebraska Statewide Arboretum
- State Fair Park Arboretum

### Parchi
Lincoln ha un esteso sistema di parchi, con più di 100 singoli parchi; i parchi più grandi sono l'Antelope Park (che comprende il Lincoln Children's Zoo e i Sunken Gardens), lo Holmes Park, lo Oak Lake Park, il Pioneers Park, il Tierra Park e il Wilderness Park. I parchi sono collegati tra loro attraverso un sistema di sentieri verdi lungo 159 km uno di questi, il MoPac Trail, si estende attraverso tutta la città di Lincoln.

## Cultura

### Musica

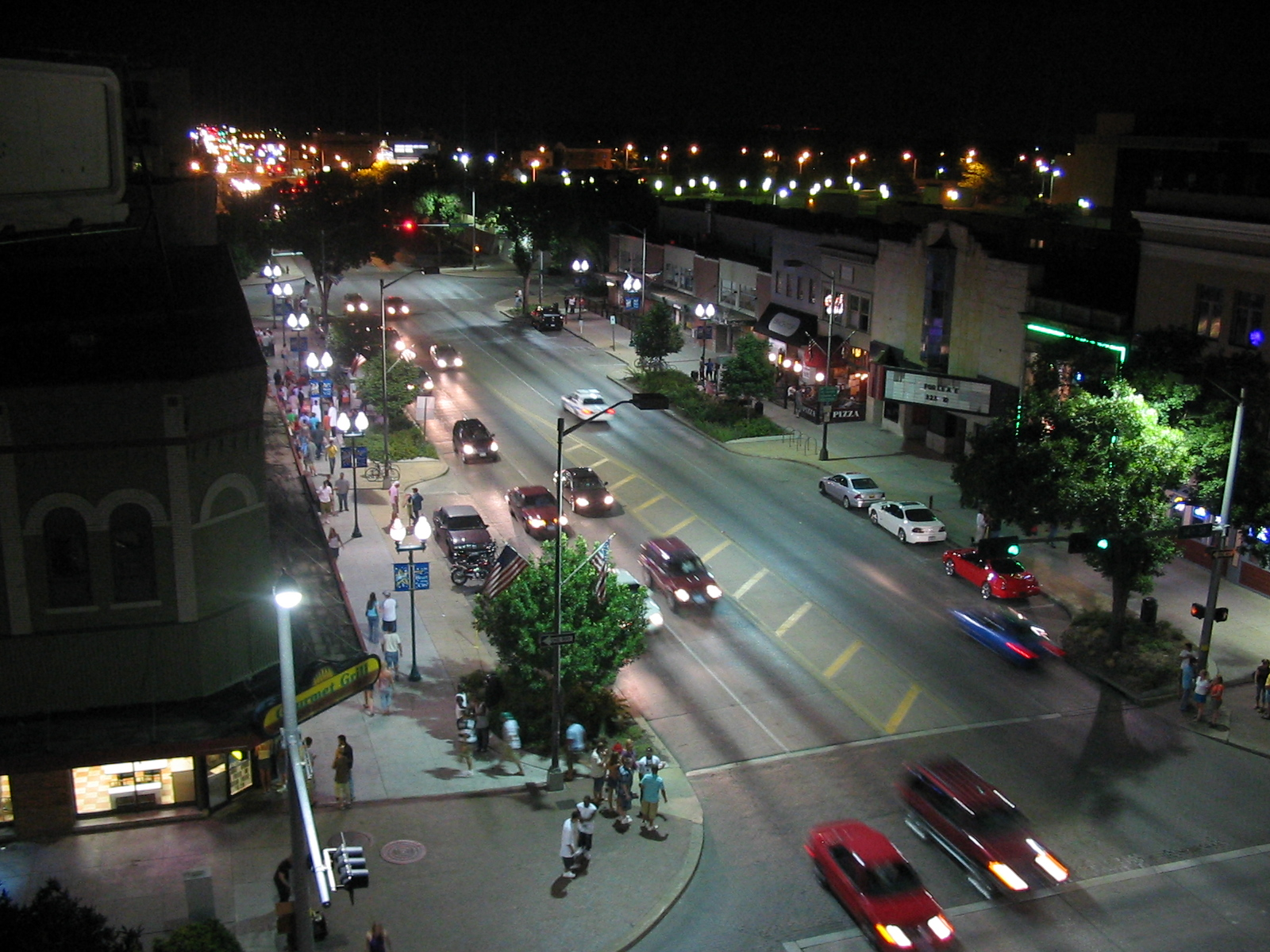
Il centro di Lincoln in notturna fra la 14° strada e la O street.

A Lincoln, i principali punti di ritrovo per la musica dal vivo sono il Pershing Auditorium (per grandi tour e spettacoli nazionali), il Duffy's Tavern (spettacoli locali o regionali), e lo Zoo Bar (per il blues).

### Teatro
Il Lied Center for Performing Arts è un punto di incontro per le tournée delle produzioni di Broadway e i concerti. Spettacoli teatrali si tengono al Temple Building, alla Lincoln Community Playhouse, al Loft at the Mill e allo Haymarket Theater.

### Cinema
Per il cinema, la locale Douglas Theatre Company possiede 41 schermi in cinque strutture, mentre alla University of Nebraska fa capo il Mary Riepma Ross Media Arts Center che proietta film indipendenti e stranieri.

### Eventi
- Marzo: tornei di basket fra i ragazzi e le ragazze delle scuole superiori statali del Nebraska
- Martedì sera di giugno: Jazz in June, una serie di concerti jazz all'aperto
- Fine luglio: July Jamm
- Fine agosto/inizi di settembre: Nebraska State Fair
- Dalla fine di agosto alla fine di novembre: Nebraska Cornhuskers football
- Il primo sabato di dicembre: Star City Parade